# Ottmar Liebert
Ottmar Liebert (né le 1er février 1959) est un compositeur et musicien allemand du nouveau flamenco, style qui allie sonorités flamenco, jazz, et bossa nova. Depuis 1990, il est membre du groupe Luna Negra, dont il est le seul membre permanent avec le bassiste Jon Gagan. Ses compositions sont souvent considérées par les disquaires comme relevant du new age, bien qu'elles soient variété internationale en Espagne.

## Discographie

### Albums studio
- Marita: Shadows & Storms (1989) - Limité à 1000 copies, vendu dans la galerie d'art de Santa Fe de l'artiste Frank Howell
- Got 2 Go (When Love Calls) (?) - Non publié, en cassette uniquement
- Nouveau Flamenco (1990)
- Poets & Angels (1990)
- Borrasca (1991)
- Solo Para Ti (1992)
- Santa Fe (Single) (1993)
- The Hours Between Night + Day (1993)
- Euphoria (1995)
- ¡Viva! (1995)
- Opium (1996)
- Leaning Into The Night (1997)
- Havana Club (Single) (1997)
- Rumba Collection 1992-1997 (1998)
- Innamorare - Summer Flamenco (1999)
- Nouveau Flamenco - 1990-2000 Edition spéciale 10e anniversaire (2000)
- Christmas + Santa Fe (2000)
- Little Wing (2001)
- In The Arms Of Love (2002)
- The Santa Fe Sessions (2003)
- 3 is 4 Good Luck (2003) - Edition limitée en Mini-Disc, vendue pendant la tournée de 2003.
- Nouveaumatic (2003)
- La Semana (Digipak/33rd Street) (2004)
- La Semana (Limited Edition) (2004)
- Winter Rose: Music Inspired by the Holidays (2005)
- Tears in the Rain (Listening Lounge only) (2005)
- One Guitar (2006)
- Up Close (2008)
- The Scent of Light (2008)